# 小高泰雄
小高 泰雄（こだか やすお、1901年3月25日 - 1969年8月18日）は、日本の経営学者、会計学者。

## 人物・来歴
神奈川県横浜市生まれ。1928年慶應義塾大学経済学部卒、1929年同助手となり、欧米留学を経て1937年助教授、1939年教授、1948年「企業に於ける資本計算制度の発展」で経済学博士の学位を取得。1963年商学部長。1969年定年となり、名誉教授。

## 著書
- 『経営経済学講義 上巻』慶応出版社 1940
- 『経営計算論』慶応義塾経営経済研究叢書 巌松堂 1940
- 『景気変動論』慶応義塾大学講座経済学 慶応出版社 1941
- 『経営経済学序説』慶応義塾出版局 1942
- 『経営経済学』慶応義塾大学講座経済学　慶応出版社 1943
- 『企業財務論 経営経済学第二部』巌松堂 1944
- 『原価計算と原単位計算』共同出版 1944
- 『企業経理講話』慶応出版 1947
- 『企業経理入門』労働文化社 1948
- 『経営経済学 第1部』泉文堂 1948
- 『経営経済学 第3部 (生産管理論)』霞ケ関書房 1948
- 『会計学概論』青山書院 1949
- 『企業財務論 経営経済学 第2部』正統社 1949
- 『原価計算論』白山書房 1949
- 『経営経済学総論』泉文堂 新経営経済学大系 1950
- 『管理会計講話』有信堂 1964
- 『経営学 課題と方法』東洋経済新報社 1967

### 共編著
- 『会社税務会計論』和田木松太郎共著 泉文堂 新経営経済学大系 1951
- 『簿記概論』高橋吉之助共著 慶応通信教育図書 1951
- 『製造原価会計概説』安達和夫共著 中央経済社 1958
- 『原価管理研究』編 体系近代会計学 中央経済社 1959
- 『産業と経営』編 ダイヤモンド社 産業関係講座 1960

### 翻訳
- アーヴィング・フィッシヤー『アメリカ株式恐慌と其後の発展』金原賢之助共訳 同文館 1932
- エーリッヒ・シェーファー『企業と企業経済学』小島三郎共監訳 慶応通信 1969

### 記念論文集
- 『経営組織と計算制度 小高泰雄博士還暦記念論文集』慶応義塾経営会計研究室編 中央経済社 1964

## 論文
- ＜小高泰雄